# Primorska banovina
Primorska banovina je bila upravna jedinica u Kraljevini Jugoslaviji.
Uspostavljena je 1929., i postojala je sve do 1939. godine, kada je preorganiziranjem temeljem sporazuma Cvetković-Maček, spojena sa Savskom banovinom i još nekoliko manjih područja u Banovinu Hrvatsku. 1931. su joj promijenjene granice, iz nje je isključen Travnički kotar, a uključen Stolački. Travnički kotar je vraćen HR 1939. u banovinskim granicama.
Primorska Banovina je obuhvaćala najveći dio južne Hrvatske, konkretno Dalmacije (osim dubrovačkog područja, koje se našlo u Zetskoj banovini, te Zadra, koji je bio pod talijanskom vlašću), kao i zapadne Hercegovine, središnje Bosne, te livanjski i duvanjski kraj.
Ime je dobila po tome što je uključivala najveći dio morske obale tadašnje Kraljevine Jugoslavije.
Glavni grad Primorske banovine je bio Split. 

## Teritorij i uprava
Prema Ustavu kraljevine Jugoslavije iz 1931.:
Primorska Banovina graniči na sjeveru s južnim granicama Savske i Vrbaske banovine, sve do sjecišta međa triju okruga: Jajca, Bugojna i Travnika (Rakovce, brdo 1217). Od ove točke granica Primorske banovine prati istočnu među okruga Bugojno, zatim sjevernu među okruga Konjic te nastavlja duž istočne međe okruga Konjic i Mostar sve do sjecišta međa okruga Mostar, Stolac i Nevesinje. Zatim nastavlja duž istočne međe okruga Stolac, kojeg uključiva. Na Jadranskom moru, međa Primorske banovine prolazi kroz Neretvanski kanal i Pelješki kanal sve do pomorske granice kraljevine Jugoslavije.
Površina Primorske banovine iznosila je 19.614 km2. Prema popisu iz 1931. godine imala je 901.660 stanovnika, od kojih 76.6 % Hrvata, 15.3 % Srba, 7.7 % Muslimana, 1.8 % Talijana, itd. Upravno se dijelila na 21 kotar i 4 samostalna grada ( Livno - 4.327 st, Mostar - 20.295 st, Split - 43.711 st. i Šibenik - 37.271 st. ). U svim kotarima osim Benkovca, Knina i Konjica većinsko stanovništvo su bili Hrvati.

## Banovi Primorske banovine
- Ivo Tartaglia (1929. – 32.)
- Josip Jablanović (1932. – 38.)
- Mirko Buić (1938. – 39.)

## Kasnija povijest
Osnivanjem Banovine Hrvatske, Primorska banovina 1939. godine prestaje postojati kao samostalna politička jedinica, ali je ustanovljena ispostava nove banske vlasti u Splitu.
1941. godine, Osovinske sile su okupirale dijelove Primorske banovine. Obalna područja sa zaleđem, od Splita sve do Zadra su pripojena fašističkoj Italiji, dok je ostatak postao dijelom NDH i organiziran u sklopu novih župa sa sjedištima u Kninu, Mostaru i Omišu.
Nakon 2. svj. rata, područja koja je nekad obuhvaćala ova banovina su se našla u novim upravnim jedinicama, NR Hrvatskoj i NR BiH, unutar FNRJ.